# Псалом 27
Псалом 27 (у масоретській нумерації — 28) — двадцять сьомий псалом Книги псалмів. Авторство псалому традиційно приписується Давидові.

## Структура
Псалом можна розділити на такі частини:
- Вірші 1–2: Прохання до Господа вислухати молитву
- Вірші 3–5: Опис грішників і небезпеки, яку вони створюють
- Вірш 10: Подяка за вислухе благання і за захист для народу.

## Текст
| Вірш | Гебрейська мова                                                               | Давньогрецька мова (Септуаґінта) | Латинська мова (Вульгата) | Українська мова (Переклад Хоменка) |
| ---- | ----------------------------------------------------------------------------- | --- | --- | --- |
| 1    | לְדָוִד, אֵלֶיךָ יְהוָה אֶקְרָא-- צוּרִי, אַל-תֶּחֱרַשׁ מִמֶּנִּי:פֶּן-תֶּחֱשֶׁה מִמֶּנִּי; וְנִמְשַׁלְתִּי, עִם-יוֹרְדֵי בוֹר | Τοῦ Δαυιδ. Πρὸς σέ, κύριε, ἐκέκραξα, ὁ θεός μου, μὴ παρασιωπήσῃς ἀπ᾽ ἐμοῦ, μήποτε παρασιωπήσῃς ἀπ᾽ ἐμοῦ καὶ ὁμοιωθήσομαι τοῖς καταβαίνουσιν εἰς λάκκον.                 | Psalmus ipsi David. [Ad te, Domine, clamabo; Deus meus, ne sileas a me: nequando taceas a me, et assimilabor descendentibus in lacum.                  | Давида. До тебе, Господи, взиваю; моя скеле, не одвертайсь мовчки від мене, щоб я не став, як ті, що в могилу сходять, коли ти відцураєшся від мене. |
| 2    | שְׁמַע קוֹל תַּחֲנוּנַי, בְּשַׁוְּעִי אֵלֶיךָ;בְּנָשְׂאִי יָדַי, אֶל-דְּבִיר קָדְשֶׁךָ                            | εἰσάκουσον τῆς φωνῆς τῆς δεήσεώς μου ἐν τῷ δέεσθαί με πρὸς σέ, ἐν τῷ με αἴρειν χεῖράς μου πρὸς ναὸν ἅγιόν σου.                                                          | Exaudi, Domine, vocem deprecationis meae dum oro ad te; dum extollo manus meas ad templum sanctum tuum.                                                | Почуй, о Господи, голос мого благання, коли до тебе я взиваю, коли здіймаю мої руки до святого твого храму.                                          |
| 3    | אַל-תִּמְשְׁכֵנִי עִם-רְשָׁעִים, וְעִם-פֹּעֲלֵי-אָוֶן:דֹּבְרֵי שָׁלוֹם, עִם-רֵעֵיהֶם; וְרָעָה, בִּלְבָבָם             | μὴ συνελκύσῃς μετὰ ἁμαρτωλῶν τὴν ψυχήν μου καὶ μετὰ ἐργαζομένων ἀδικίαν μὴ συναπολέσῃς με τῶν λαλούντων εἰρήνην μετὰ τῶν πλησίον αὐτῶν, κακὰ δὲ ἐν ταῖς καρδίαις αὐτῶν. | Ne simul trahas me cum peccatoribus, et cum operantibus iniquitatem ne perdas me; qui loquuntur pacem cum proximo suo, mala autem in cordibus eorum.   | Не погуби мене з грішниками, з тими, що чинять беззаконня, що на словах мирні з ближніми своїми, на серці ж зло в них.                               |
| 4    | תֶּן-לָהֶם כְּפָעֳלָם, וּכְרֹעַ מַעַלְלֵיהֶם:כְּמַעֲשֵׂה יְדֵיהֶם, תֵּן לָהֶם; הָשֵׁב גְּמוּלָם לָהֶם                 | δὸς αὐτοῖς κατὰ τὰ ἔργα αὐτῶν καὶ κατὰ τὴν πονηρίαν τῶν ἐπιτηδευμάτων αὐτῶν· κατὰ τὰ ἔργα τῶν χειρῶν αὐτῶν δὸς αὐτοῖς, ἀπόδος τὸ ἀνταπόδομα αὐτῶν αὐτοῖς.               | Da illis secundum opera eorum, et secundum nequitiam adinventionum ipsorum. Secundum opera manuum eorum tribue illis; redde retributionem eorum ipsis. | Воздай їм, Господи, за їхніми ділами і за злобою вчинків їхніх. За ділом рук їхніх дай їм, — поверни їм те, що вчинили.                              |
| 5    | כִּי לֹא יָבִינוּ, אֶל-פְּעֻלֹּת יְהוָה-- וְאֶל-מַעֲשֵׂה יָדָיו;יֶהֶרְסֵם, וְלֹא יִבְנֵם                     | ὅτι οὐ συνῆκαν εἰς τὰ ἔργα κυρίου καὶ εἰς τὰ ἔργα τῶν χειρῶν αὐτοῦ· καθελεῖς αὐτοὺς καὶ οὐ μὴ οἰκοδομήσεις αὐτούς.                                                      | Quoniam non intellexerunt opera Domini, et in opera manuum eius destrues illos, et non aedificabis eos.                                                | Вони бо не зважають на Господні вчинки і на рук його діло, — нехай, отже, їх зруйнує і більш не відбудує.                                            |
| 6    | בָּרוּךְ יְהוָה: כִּי-שָׁמַע, קוֹל תַּחֲנוּנָי                                                 | εὐλογητὸς κύριος, ὅτι εἰσήκουσεν τῆς φωνῆς τῆς δεήσεώς μου. | Benedictus Dominus, quoniam exaudivit vocem deprecationis meae.                                                                                        | Благословен Господь, бо він почув голос мого благання.                                                                                               |
| 7    | יְהוָה, עֻזִּי וּמָגִנִּי-- בּוֹ בָטַח לִבִּי, וְנֶעֱזָרְתִּי:וַיַּעֲלֹז לִבִּי; וּמִשִּׁירִי אֲהוֹדֶנּוּ                | κύριος βοηθός μου καὶ ὑπερασπιστής μου· ἐπ᾽ αὐτῷ ἤλπισεν ἡ καρδία μου, καὶ ἐβοηθήθην, καὶ ἀνέθαλεν ἡ σάρξ μου· καὶ ἐκ θελήματός μου ἐξομολογήσομαι αὐτῷ.                | Dominus adiutor meus et protector meus; in ipso speravit cor meum, et adiutus sum: et refloruit caro mea, et ex voluntate mea confitebor ei.           | Господь — то моя сила й щит мій! На нього уповало моє серце, і допомоги зазнав я; тим і радіє моє серце, і я його вихваляю піснею моєю.              |
| 8    | יְהוָה עֹז-לָמוֹ; וּמָעוֹז יְשׁוּעוֹת מְשִׁיחוֹ הוּא                                           | κύριος κραταίωμα τοῦ λαοῦ αὐτοῦ καὶ ὑπερασπιστὴς τῶν σωτηρίων τοῦ χριστοῦ αὐτοῦ ἐστιν.                                                                                  | Dominus fortitudo plebis suae, et protector salvationum christi sui est.                                                                               | Господь — народу свого сила, він рятівна твердиня помазаника свого.                                                                                  |
| 9    | הוֹשִׁיעָה, אֶת-עַמֶּךָ-- וּבָרֵךְ אֶת-נַחֲלָתֶךָ;וּרְעֵם וְנַשְּׂאֵם, עַד-הָעוֹלָם                           | σῶσον τὸν λαόν σου καὶ εὐλόγησον τὴν κληρονομίαν σου καὶ ποίμανον αὐτοὺς καὶ ἔπαρον αὐτοὺς ἕως τοῦ αἰῶνος.                                                              | Salvum fac populum tuum, Domine, et benedic haereditati tuae; et rege eos, et extolle illos usque in aeternum.]                                        | Спаси народ твій і благослови твою спадщину, паси й носи їх повік-віки.                                                                              |

## Літургійне використання

### Юдаїзм
- Дев'ятий вірш є першим віршем Псукей де-зімра. Тому що у вірші міститься десять слів, його часто використовують для підрахунку людей, необхідних для міньян, —єврейське право забороняє порядковий підрахунок людей.

### Католицька церква
Відповідно до монастирської традиції Статуту Бенедикта (530 AD), цей псалом традиційно виконувався на святкуванні обіднього Богослужіння у неділю.
На Літургії годин псалом 27 читають або співають у п'ятницю першого тижня під час обіднього Богослужіння.   

## Використання у музиці
- Вільям Беннетт: To render thanks unto the Lord (1770)[6]
- Генріх Шютц: Ich ruf zu dir, Herr Gott, mein Hort (SWV 125) (1628)[7]
- Роберт Гаґілл: Dominus, fortitudo plebis suae (2011)[8]
- Клаудіо Меруло: In Deo speravit cor meum[9]
- Томас Стернголд: Thou art, O Lord, my strength and stay (1621)[10]
- Джозеф Стівенсон: O Lord, my rock, to thee I cry (1757)[11]